# Rumspringa
Rumspringa, Rumschpringe ou Rumshpringa (termo em alemão da Pensilvânia para "correr por aí" (buscando alegria, festa, drogas ou sexo - literalmente, na variante gaúcha Riograndenser Hunsrückisch) do alemão o conceito é familiar e reconhecido, seria Doroomspringe) é um rito de passagem durante a adolescência, traduzido originalmente do alemão palatino e outros dialetos do sudoeste alemão para português como "pular", usado em algumas comunidades Amish. Os Amish, uma subseita do movimento cristão anabatista, segregam-se intencionalmente de outras comunidades como parte de sua fé. Para os jovens Amish, o Rumspringa normalmente começa aos 16 anos e termina quando um jovem escolhe ser batizado na igreja Amish ou deixar a comunidade.
Nem todos os Amish usam esse termo (não ocorre na extensa discussão de John A. Hostetler sobre adolescência entre os Amish), mas nas seitas que o fazem, os anciãos Amish geralmente o veem como um momento para namoro e encontrar um cônjuge. Existe uma visão popular pela qual o período é institucionalizado como um rito de passagem, e as restrições comportamentais usuais são relaxadas, para que os jovens possam adquirir alguma experiência e conhecimento do mundo fora da comunidade.

## Visão Popular
Como é o caso em muitas sociedades, os adolescentes Amish podem apresentar um comportamento rebelde, resistindo ou desafiando normas parentais. Em muitas culturas, a aplicação das normas pode ser relaxada, e má conduta tolerada ou ignorada até certo ponto.
Popularmente a rumspringa vista na cultura popular como uma divergência dos costume que não são aceitos pelos adolescentes ou um rito de passagem para os jovens Amish.
Entre os Amish, que usam este termo, no entanto, Rumspringa simplesmente se refere à adolescência. Durante esse tempo, uma certa quantidade de mau comportamento é, se não tolerado, não tão severamente condenado.
Os adultos que assumiram um compromisso público e permanente para a fé tem que estar comprometidos com os padrões mais elevados de comportamento definido em parte pela Schleitheim e pelas confissões de Dordrecht.
Em um sentido estrito, os jovens não estão vinculados pelo Ordnung porque não tiveram a adesão de adultos na igreja. Adolescentes Amish não permanecem no entanto sob a mesma autoridade rigorosa que pais, que estão obrigados a Ordnung, e não há nenhum período em que os adolescentes são formalmente "integrados" a estas regras.
Uma minoria de jovens Amish divergem dos costumes estabelecidos, entre eles:
- Não vestir roupas tradicionais e penteados;
- Condução de veículos que não sejam veículos puxados por cavalos (para comunidades que evitem veículos a motor);
- Não frequentar a casa de oração;
- Consumo e / ou uso de drogas recreativas;
- Envolver-se em sexo pré-marital

A maioria dos jovens não divergem dos padrões durante este período. Cerca de metade deles nas comunidades maiores e a maioria em pequenas comunidades Amish permanecem dentro das normas Amish de se vestir ou de se comportar durante a adolescência.

## Etimologia
Rumspringa, literalmente "correndo" em alemão da Pensilvânia, é uma contração de rum, um advérbio que significa "em torno" (também utilizado como um prefixo separável, como no caso de rumschpringe), e os verbo schpringen , que significa "correr" ou " para saltar ".
A palavra rumspringa  está intimamente relacionado com a palavra herumspringen do alemão padrão. A omissão da sílaba He, deixando apenas o rum é amplamente aceita na linguagem coloquial do alemão da Pensilvânia e não altera o significado do prefixo. Herumspringen neste sentido significaria algo como "saltitando". Em alemão da Suíça, bem como em alguns dialetos alemães,  springe - além de que significa "saltar" - significa também "a correr". Em alemão moderno "pular" seria melhor traduzido com o verbo hüpfen.